# NO LIMIT! クリスマス
NO LIMIT! クリスマス（ノーリミット・クリスマス、英: NO LIMIT! Christmas）はユニバーサル・スタジオ・ジャパンで2022年から実施されているクリスマスイベントである。

## 概要
ユニバーサル・スタジオ・ジャパンでは、毎年11月下旬から翌年の成人の日までの期間にクリスマスイベントを開催している。イベントでは、ギネス世界記録に認定されたクリスマスツリーの設置をはじめ、クリスマス限定のナイトショーやステージショー、イルミネーション、クリスマス装飾、クリスマス衣装を身にまとったキャラクターとのグリーティングなど、多彩な催しが行われる。
2018年までは「ユニバーサル・ワンダー・クリスマス」、2019年には「ユニバーサル・クリスタル・クリスマス」という名称で実施されていたが、2022年からはパークの新しいスローガン「NO LIMIT!」に基づく名称「NO LIMIT! クリスマス」に変更された。2020年および2021年は新型コロナウイルス感染症の拡大防止措置として、イベント規模を縮小し、「クリスマス・イベント2020」「クリスマス・イベント2021」という名称で開催された。2022年にはイベントが元の規模に戻され、それに伴い新名称での実施が開始された。

## 2022年
2022年11月11日から2023年1月9日までの期間、「NO LIMIT! クリスマス2022」が開催された。この年は新型コロナウイルスの影響により、一部規模を縮小しての実施となった。一方で、史上初となる『スーパー・ニンテンドー・ワールド』のクリスマス仕様など、新たな試みも多く見られた年だった。イベントのキャッチコピーは「RED HOT CHRISTMAS どこよりも熱い超元気特区のクリスマス」だった。

### NO LIMIT! クリスタルツリー
2019年に初めて登場した「クリスタルツリー」が、2022年に再びパワーアップして設置された。この年のツリーは、「世界最多の輝きを放つツリー」と「世界最大の雪の結晶型オーナメント」の2つのギネス世界記録に認定された。ただし、例年行われていたツリー前での「フォト・オポチュニティ」は実施されなかった。ツリーの設置場所は、例年と同じ『ニューヨーク・エリア』内のニューヨーク市立図書館前だった。

### スペクタクル・オブ・ライツ
2022年はクリスマスナイトショーが中止され、その代わりに「スペクタクル・オブ・ライツ」が開催された。このショーでは、ツリーとその周辺をライトやプロジェクションマッピングで彩り、音楽と光の演出が楽しめた。ショーはツリーの点灯後から閉園時間まで15分ごとに繰り返し行われ、夜のパークを幻想的な空間に変えた。

### クリスマス限定ショー・グリーティング

#### ハローキティのクリスマス・ハピネス・ウィズ・ハピネス・ブラスバンド
このショーは、2022年に実施されていた「ハローキティ・ハピネス・ブラスバンド」のクリスマスバージョンとして開催された。ハローキティやエンターテイナーがクリスマスソングを演奏し、観客を楽しませた。ショーは『ハリウッド・エリア』内の「メルズ・ステージ」で実施された。

#### ユニバーサル・ワンダーランド・クリスマス・ダンス・ア・ロング
ファミリー向けエリア『ユニバーサル・ワンダーランド』で行われるグリーティング「ユニバーサル・ワンダーランド・ダンス・ア・ロング」のクリスマスバージョンが開催された。イベントはエリア内の3カ所（フライング・スヌーピー前、リボンコレクション前、イマジネーション・プレイランド前）で同時に行われ、キャラクターとのダンスとその後のグリーティングが楽しめた。

#### ミニオン・ハッピー・クリスマス・グリーティング
クリスマス衣装を着たミニオンたちと写真を撮ったり交流したりできる限定グリーティングが行われた。このイベントは、パーク入口近くの「キャノピー」および『ミニオン・パーク』前で実施され、訪れたゲストを楽しませた。

#### ミニオン・ハチャメチャ・グリーティング ～クリスマスver.～
「ミニオン・ハッピー・クリスマス・グリーティング」と同様の内容だが、『ミニオン・パーク』入口前で行われた。『ミニオン・パーク』を訪れたゲストにとって、ついでに立ち寄れる楽しみの一つとなった。

### スーパー・ニンテンドー・ワールドのクリスマス
この年、『スーパー・ニンテンドー・ワールド』は初めてクリスマス仕様に装飾された。エリア内にはクリスマスツリーやリース、マリオとルイージの雪だるまなどが登場した。特に、マリオとルイージの雪だるまの前で写真を撮れる「マリオ＆ルイージ雪だるま・フォト・オポチュニティ」が注目を集めた。さらに、「キノピオ・カフェ」や「ヨッシー・スナック・アイランド」ではクリスマス限定フードが提供され、「ワンナップ・ファクトリー」や「マリオ・モーターズ」では限定グッズが販売された。当時、『スーパー・ニンテンドー・ワールド』は日本にしか存在しなかったため、世界初のエリア内クリスマスイベントとなった。

### ユニバーサル・パーティ ～ザ・ショータイム＆テイスト・オブ・クリスマス～
「ピーコック・シアター」で実施されている団体・企業向けプログラム「ユニバーサル・パーティ」が進化し、一般の来場者も楽しめるイベントとして開催された。クリスマス限定の会場装飾、音楽、メニューを楽しみながら、世界トップクラスのエンターテインメントを体験できる内容となっていた。
イベントは2022年12月17日から12月18日、12月23日、12月26日から12月28日、さらに2023年1月7日から1月9日の期間に実施された。1日2回開催され、各回の所要時間は約100分だった。

## 2023年
2023年11月21日から2024年1月8日までの期間、「NO LIMIT! クリスマス 2023」が開催された。キャッチコピーは「We wish ”YEAH!” Merry Christmas! いつもの冬をぶっとばせ！」だった。

### フロスティーズ・エレクトリック・スノー・パーティ
4年ぶりとなるナイトショーが『フロスティーズ・エレクトリック・スノー・パーティ』として新たに登場した。このショーでは、新オリジナルキャラクター「DJ フロスティ」が主役を務めた。アップテンポなクリスマスソングに加え、ステージ上の巨大スクリーンやムービングライトを駆使した演出が特徴だった。ショーには光り輝くシンガーやバイオリニスト、「ミニオン」「エルモ」「キティ」「スヌーピー」などのキャラクターが登場し、最後にはパイロが打ち上がる演出で締めくくられた。開催場所は『ニューヨーク・エリア』のグラマシーパークで、1日3回、各回約20分で行われた。

### NO LIMIT! パーティ・ツリー
ユニバーサル・スタジオ・ジャパンのクリスマスツリーが新しいデザインで登場した。2022年に引き続き、『NO LIMIT!』のブランドイメージを反映し、ポップなカラーリングを採用。イルミネーションが夜間にさまざまな色へ変化する仕様だった。光のエネルギーが上空へと昇る様子を表現したドレープ装飾や、大粒のダイヤモンドシェイプのオーナメントが特徴で、パーティのような雰囲気を演出した。設置場所は『ニューヨーク・エリア』のニューヨーク市立図書館前で、例年と同じだった。本年もツリー前での「フォト・オポチュニティ」は実施されなかった。

### スーパー・ニンテンドー・ワールドのクリスマス
2023年も『スーパー・ニンテンドー・ワールド』にはウインターデコレーションが施された。エントランス「スーパースター・プラザ」には、マリオ＆ルイージをモチーフにした雪だるまやスーパースターを冠したツリーが登場。土管もプレゼントボックスのデザインで装飾された。エリア内にはピーチ城のリースやゲームのアイコンを用いたツリーが設置された。また、「マリオ＆ルイージ雪だるま・フォト・オポチュニティ」、クリスマス限定フード（キノピオ・カフェ、ヨッシー・スナック・アイランド）、限定グッズ（ワンナップ・ファクトリー、マリオ・モーターズ）も展開された。

### 限定スペシャル・グリーティング&エンターテイメント・ショー

#### ミニオン・ハッピー・クリスマス・グリーティング
クリスマス衣装を着たミニオンたちと写真を撮ったり触れ合ったりできる限定グリーティング。パークエントランスまたはキャノピー下で、1日2～4回、各回約15分間行われた。

#### ミニオン・ハチャメチャ・グリーティング ～クリスマスver.～
「ミニオン・ハッピー・クリスマス・グリーティング」と同じ内容のグリーティングが『ミニオン・パーク』でも実施された。こちらは1日8～9回、各回約15分間行われた。

#### ユニバーサル・ワンダーランド・フィール・ザ・リズム
ファミリー向けエリア『ユニバーサル・ワンダーランド』で開催される「フィール・ザ・リズム」のクリスマスバージョンが実施された。「セサミストリート」「ピーナッツ」「ハローキティ」のキャラクターたちがクリスマス限定衣装で登場し、クリスマスソングに合わせたダンスや写真撮影が楽しめた。1日5回、各回約15分間行われた。

#### パワー・オブ・ポップ ～クリスマス・ホリデー・ハートビート～
4人のパフォーマーによるシンギングショー「パワー・オブ・ポップ」のクリスマスバージョンが開催された。新曲に加え、広瀬香美の「ロマンスの神様」や松任谷由実の「恋人がサンタクロース」（Flowerのカバー版アレンジ）など邦楽も取り入れた内容だった。開催場所は『ハリウッド・エリア』のメルズ・ステージで、1日5～8回、各回約20分間実施された。

## 2024年
2024年11月20日から2025年1月5日までの期間、「NO LIMIT! クリスマス 2024」が開催された。キャッチコピーは「超元気を贈ろう。一緒になってぶっとんで、アツいアツい冬にしろ！」だった。
テーマソングにはHIPHOPユニット「KOMOREBI」による新曲「BUCHI AGAIN」が起用された。この楽曲はKOMOREBI、Matt Cab、MATZがパークのクリスマスイベントのために書き下ろしたオリジナルソングである。

### NO LIMIT! パーティ・ツリー
昨年に引き続き、『NO LIMIT! パーティ・ツリー』が登場した。2004年に登場したユニバーサル・スタジオ・ジャパンの巨大ツリーは、2022年までの間に10回、電飾数のギネス世界記録を更新してきたが、2024年でその設置が終了することが発表された。運営会社は「クリスマスの過ごし方が多様化している現代に合わせ、新たなイベント形態を模索する」と説明し、来季からは「興奮」をテーマとした新イベントが展開される予定とした。

### フロスティーズ・エレクトリック・スノー・パーティ
昨年好評だった夜のクリスマスライブショー『フロスティーズ・エレクトリック・スノー・パーティ』が再演された。今年はクライマックスで打ち上がるパイロが増量され、新たにフィナーレでフォトタイム（約3分間）が設けられた。ショーは『ニューヨーク・エリア』のグラマシーパークで1日2回、各回約20分間行われた。また、特別鑑賞エリア（有料：1,700円～2,100円）が導入され、近距離でショーを楽しむことができた。

### 『KOMOREBI』×ハリウッド・ドリーム・ザ・ライド
「KOMOREBI」の新曲「BUCHI AGAIN (Christmas Mix)」が、2024年11月5日から2025年1月5日までの期間限定で『ハリウッド・ドリーム・ザ・ライド』（バックドロップを含む）に搭載された。

### ウィザーディング・ワールド・オブ・ハリー・ポッター10周年記念

#### ホグワーツ・マジカル・ナイト ～ ウインター・マジック ～
『ウィザーディング・ワールド・オブ・ハリー・ポッター』エリア開業10周年のフィナーレイベントとして、5年ぶりにキャッスルショーが復活した。「メテオロジンクス」で雪化粧をまとい、「ルーモス」で温かな光に包まれるなど、魔法を駆使した幻想的な演出が行われた。フィナーレでは「ルーモス・マキシマ！」の呪文が唱えられ、ホグワーツ城が輝きを放つ演出で締めくくられた。ショーはホグワーツ城で約10分間行われた。

#### ホリデー・フロッグ・クワイア
「フロッグ・クワイア」のウィンターバージョン『ホリデー・フロッグ・クワイア』も5年ぶりに復活した。魔法界のクリスマスソングを中心に、独特な合唱が披露され、来場者を魔法界の冬の世界へと誘った。開催場所はパフォーマンス・ステージで、約20分間行われた。

### 限定スペシャル・グリーティング&エンターテイメント・ショー

#### ユニバーサル・ワンダーランド・ファン・ファン・ミュージック
ファミリー向けエリア『ユニバーサル・ワンダーランド』で開催される「ファン・ファン・ミュージック」のクリスマスバージョンが行われた。「セサミストリート」「ピーナッツ」「ハローキティ」のキャラクターがクリスマス限定衣装で登場し、ダンスや写真撮影を楽しめた。1日5回、各回約15分間行われた。

#### パワー・オブ・ポップ ～ クリスマス・ホリデー・ハートビート ～
2023年に行われたショーが、パフォーマーの衣装をリニューアルして引き続き開催された。

#### ミニオン・クール・ウインター・グリーティング
クリスマス衣装をまとったミニオンたちとの写真撮影や交流が楽しめるグリーティングが行われた。本年よりコスチュームがリニューアルされ、パークエントランスやキャノピー下で1日2～4回、各回約15分間実施された。

#### ミニオン・ジングル・ベロー・ミート ＆ グリート
『ミニオン・パーク』では、同内容のグリーティング「ミニオン・ジングル・ベロー・ミート＆グリート」が行われた。本年よりコスチュームがリニューアルされ、1日8～9回、各回約15分間実施された。

### その他の展開

#### NO LIMIT! クリスマス・マーケット ～ レッツ・パーティ！ ～
『ニューヨーク・エリア』の「ユニバーサル・マーケット」がクリスマス仕様に変わり、限定フード3種が登場した。「Let's Party（レッツ・パーティ）！クリスマス・ケーキチュリトス ～ベリー・ストロベリー～」、「Cheers（チアーズ）！フライドチキン・コーン ～タルタル＆マッシュポテト～」、「Say Cheese（セイ チーズ）！チーズフォンデュ・ドッグ ～キャラメル&メルティバター～」が新たに販売された。